# Sibylla punctata
Sibylla punctata är en bönsyrseart som beskrevs av Roger Roy 1996. Sibylla punctata ingår i släktet Sibylla och familjen Sibyllidae. Inga underarter finns listade i Catalogue of Life.